# Nathan Talbott
Nathan Anthony Talbott (* 21. Oktober 1984 in Wolverhampton) ist ein ehemaliger englischer Fußballspieler.

## Karriere
Talbott gehörte dem Nachwuchsbereich der Wolverhampton Wanderers an, bevor er am letzten Transfertag im März 2004 zu Yeovil Town in die Football League Third Division wechselte und dort einen Kurzzeitvertrag bis Saisonende erhielt. Bei Yeovil spielte Talbott im restlichen Saisonverlauf keine Rolle, kam lediglich bei einem 2:1-Heimsieg gegen den FC Bury zu einem zweiminütigen Kurzeinsatz und verließ den Klub mit Vertragsende wieder.
Seine Karriere setzt Talbott in der sechstklassigen Conference North bei den Stafford Rangers fort, 2006 gewann er mit dem Klub nach Elfmeterschießen das Aufstiegs-Play-off gegen den FC Droylsden, Talbott gehörte dabei zu den erfolgreichen Elfmeterschützen. In der Conference-National-Saison 2006/07 war Talbott als Linksverteidiger mit 43 Ligaeinsätzen Teil der Stammmannschaft der Rangers, die die Saison knapp über den Abstiegsrängen beendete. Nachdem zu Beginn der folgenden Spielzeit von einer schweren Hüftoperation Talbotts berichtet worden war, die ihn für die gesamte Saison außer Gefecht setzte, tauchte sein Name im höherklassigen Fußball nicht mehr auf.
Nach einem Studium der Rechtswissenschaften an der University of Wolverhampton und der Staffordshire University arbeitet er als Partner bei der Anwaltskanzlei Wright Hassall.